# شاپوروو
شاپوروو (انگلیسی: Shaporevo) یک شهرک در بخش آلکسیفسکی استان بلگورود کشور روسیه است.